# 塔斯特指揮官號水上飛機母艦
塔斯特指揮官號水上飛機母艦（法語：Commandant Teste）是法國海軍在第二次世界大戰前建造的大型水上飛機母艦，其艦名來自法國海軍航空兵先驅保羅·塔斯特，主要目的為輔助貝亞恩號航空母艦，頂替無法建造航母的時期。設計人員在不違反華盛頓海軍條約的條件下，盡可能地加大艦體噸位。本艦於1927年5月27日開始建造，1929年4月12日時首次下水，最後於1932年4月18日開始服役。
西班牙內戰期間，本艦協助保護該海域的中立國商船往來；二戰初期，本艦調往地中海海域，並擔任法國本土與法屬北非之間的航空運輸橋梁。當法國投降時，塔斯特指揮官號正停靠在凱比爾港，並在英國空軍於1940年7月轟炸凱比爾港時僅受到輕微損傷，事後返回土倫投靠維希法國。當德軍策畫在1942年11月搶奪法國艦艇時，塔斯特指揮官號隨駐錨在土倫港的法國艦艇一同鑿沉。二戰過後，法國海軍將本艦脫淺，並開始考慮該將本艦轉換為護衛艦或是訓練用航艦，但因改裝費用過高而放棄，最終於1950年出售拆解。

## 設計
在貝亞恩號航空母艦投入服役後，因發現諸多缺陷，所以法國海軍希望能建造另一艘航空母艦來頂替，但當時建造1艘新的航空母艦太過昂貴，又無法及時找到1艘適合改裝的船艦，最終決定建造一艘水上飛機母艦來頂替之，確保法國海軍有一艘航空運輸艦（法語：transport d'aviation），以及提供一可移動的航空基地平台，支援水上飛機執行特定攻擊任務。由於水上飛機母艦不能同時讓飛機在艦上起飛與降落，不符合華盛頓海軍條約中對航空母艦的定義，加上條約中未對單艘排水量10,000公噸（9,800長噸）以下的小型載機艦訂出建造限制，不會被記入條約中對主力艦的排水量限制，因此海軍高層決議建造一艘標準排水量10,000公噸（9,800長噸）級的水上飛機母艦來頂替無法建造正規航艦的時期。在排水量限制於10,000公噸（9,800長噸）的條件下，其成本也相對較低，對當時的法國經濟也在可負擔範圍內。

### 總體特徵
塔斯特指揮官號船全長167（547英尺11英寸）；最大舰宽27（88英尺7英寸）；吃水深度為6.7（22英尺0英寸）。其標準排水量位在10,000長噸（10,000公噸），正常載重下排水量為11,500公噸（11,300長噸）；滿載時排水量將升至12,134公噸（11,942長噸）。由於本艦艦體較高，艦上的設施如彈射器、起重機、高射砲等又增加更多重量，在惡劣天氣下航行時其穩定性令人擔憂。為了增加其穩定性，設計人員在船側2個水箱以密封蝶形閥相連，使箱內的水可以在裡面流動，從而抵銷船身的晃動。在1933年的試驗中，顯示船身左右搖晃程度減少百分之37至65左右，從而認定此系統是有效的。 然而，由於人員難以進入水箱檢修，若此系統發生故障時很難被察覺。

### 推進系統
塔斯特指揮官號的推進系統採雙軸機組佈局，包括可輪替式鍋爐和機房。艦上的施耐德-佐利（Schneider-Zoelly）直驅式齒輪傳動汽輪機的預計輸出為23,230匹軸馬力（17,320千瓦特）。4組過熱蒸汽式盧瓦爾－亞羅（Loire-Yarrow）小型管型鍋爐在20千克每平方（2,000千帕斯卡；280磅力每平方英寸）與290 °C（554 °F）的工作環境下提供艦體動力。這是法國海事上首次採用過熱蒸汽式鍋爐，為了改進其性能，法國工程師在海試後仍持續進行改善。前鍋爐房的2台鍋爐採燃油式，但另外2台鍋爐可使用燃油或是燃煤加熱。設計初期，本艦預計航速在21節（39每小時；24英里每小時），但在1933年7月23日海試中曾達到22節（41每小時；25英里每小時），比原先設定的還要多1節（1.9每小時；1.2英里每小時）。艦上可儲存1,163公噸（1,282短噸）燃油與700公噸（770短噸）燃煤。續航能力上，若鍋爐僅採燃煤加熱，在18節（33每小時；21英里每小時）的航速為基準下，其續航半徑可達到2,000海里（3,700；2,300英里）；若航速改為10節（19每小時；12英里每小時），其續航半徑可增加至2,500海里（4,600；2,900英里）。艦上另裝備2台汽輪發電機，可提供300千瓦特（400匹馬力）、235伏特電力；停靠在港內時，可向岸邊連接3台柴油發電機，為艦上供給150千瓦特（200匹馬力）電力。

### 武器裝備
法國設計人員最先預計搭配138.6（5.5英寸）口徑火砲或155（6.1英寸）口徑火砲來組成反艦火力，另防空部分則打算使用75（3.0英寸）口徑高射砲；但在開始建造前又更改設計，新的設計改成12門100公釐45倍徑1927年型雙用途炮。這些火砲以單裝方式安裝在砲塔內，船樓建築兩側各安置5座100公釐口徑砲塔，另外2座則安裝在彈射器之間。100（3.9英寸）口徑火砲的仰角範圍介於-10度到+85度之間，射速為每分鐘10發，其砲口初速755每秒（2,480英尺每秒），使用的穿甲彈重量為14.95（33.0磅），最大射程可達15,000（16,000碼）。每門火砲分配到的彈藥數量為280發，其中包括40枚照明彈與19枚曳光彈。
在防空部分，塔斯特指揮官號的船樓建築兩側各有2門37（1.5英寸）公釐50倍徑半自動防空炮，另外還有4門在煙囪周圍的平台上。每門砲配有500發砲彈，全部共可發射4000輪左右。37（1.5英寸）公釐口徑防空炮的仰角範圍介於-15度到+80度之間，其砲口初速810每秒（2,700英尺每秒），使用的砲彈重量為.725（1.60磅），最大有效射程在5,000（16,000英尺）左右。
12挺霍奇克斯13.2（0.520英寸）公釐口徑防空機槍安裝在6座雙連裝砲塔內，在艦橋兩側、煙囪周圍平台、船艉處都各有2座，為本艦提供近程防空火力。霍奇克斯防空機槍的射速理論上為每分鐘450發，但為了確保運作途中能重新裝載30輪彈匣，實際上每分鐘僅能達到200至250發。在射程上，該機槍最大射程預計可達4,200（13,800英尺）。
艦上共有2組的射控指向儀搭配100公釐口徑火炮，其中1組位於艦橋上方，另1組位於船樓建築上方。每組指向儀都配備一3（9英尺10英寸）長的立體式測距儀。法國人員後來還打算將其升級為5（16英尺5英寸）長的測距儀，來加強對水面目標的反擊能力，但最後並未執行此計畫。位於艦舯的37（1.5英寸）公釐口徑防空炮由一1（3英尺3英寸）長的測距儀控制，但位於艦艏與艦艉的防空炮則沒有搭配任何一組測距儀。

### 裝甲防護
塔斯特指揮官號的艦體設有一水線裝甲帶，其最大厚度為5（2.0英寸），裝甲帶高度3.76（12.3英尺），與機艙所在位置並列。在水線部分設有2（0.8英寸）厚的水密艙壁，可防止軸向式火災發生。彈藥艙的側面裝甲厚度為5（2.0英寸），底部與頂部的裝甲厚度為2（0.8英寸）。甲板部分則以2層1.2（0.5英寸）厚的裝甲板組成，在鍋爐房上方的部分則增加至3層裝甲板。舵機裝置由2.6（1.0英寸）厚的裝甲保護。司令塔的裝甲厚度資訊為側面8（3.1英寸），頂部3（1.2英寸）。

### 艦載機設施
塔斯特指揮官號的艦舯部位設有一非常大的機庫，其容量約80乘26.5（262英尺6英寸乘86英尺11英寸），約三層甲板高。整個機庫被一艙壁分隔成兩部分，這當中包括煙囪的排氣管到與機艙的通風主道。機庫內可容納10架大型折翼式魚雷轟炸機，另可將1魚雷轟炸機替換成2架小型折翼式偵察機；在備用艙內還存放已拆解的2架大型飛機與4架小型飛機零件，在必要時可直接重組並投入使用。所有飛機靠著機庫兩側的德高维尔輪式轨道系統移動至後甲板處，當魚雷轟炸機靠著軌道移動至後甲板時，其機翼會在此時展開，然後由船艉處的大型起重機將其吊至海面上。
機庫上方設有4組龐奧埃（Penhöet）空氣壓縮式彈射器，每個彈射器的發射能力為2.5公噸（2.5長噸）。小型的戰鬥機和水上偵察機透過安裝在機庫頂部角落4台15乘7（49英尺3英寸乘23英尺0英寸）大的起重機吊至彈射器上。在1937年海試期間，裝載及卸載16架飛機需耗費3個小時，單要裝載1架古爾杜-勒瑟爾GL-812水上侦察机上彈射器就需花費17分鐘，但彈射器則只需花費7分鐘即可讓4架水上飞机升空。

## 艦載機
塔斯特指揮官號上預計搭載的艦載機型號曾多次變更，最先預計搭載的是海軍版本的法爾曼F.60歌利亞式魚雷轟炸機，但當本鑑於1932年開始服役時，此型號轟炸機卻已經過時了。法國人接下來決定採用萊維塞爾PL.14式魚雷轟炸機，但後來發現此型號的飛機在降落至海面時太過脆弱，僅短暫地使用後，於1934年7月至8月陸續換成改進版的萊維塞爾PL.15式魚雷轟炸機。1939年3月至5月間，法國海軍決定汰換PL.15雙翼機，改搭載拉塔科埃爾298單翼機。最先供偵察中隊使用的艦載機是固定翼式古爾杜-勒瑟爾GL-810水上侦察机，在折翼式古爾杜-勒瑟爾GL-811水上侦察机於1933年10月交付後才逐漸取代之，不過此機種在1936年初又被改良的古爾杜-勒瑟爾GL-813取代。1938年4月，法國海軍將GL-813替換成盧瓦爾130飛行艇，但因為新型號的機型更大更重，使得彈射器必須進行改良，以便能應付之。雖然法國設計人員有為本艦而特別設計改進版的盧瓦爾210水上战斗机，但该机性能远不如陸基戰鬥機，且至1939年僅生產20架，最终艦上沒有搭載過任何一架此型號的水上飞机。

## 服役歷程

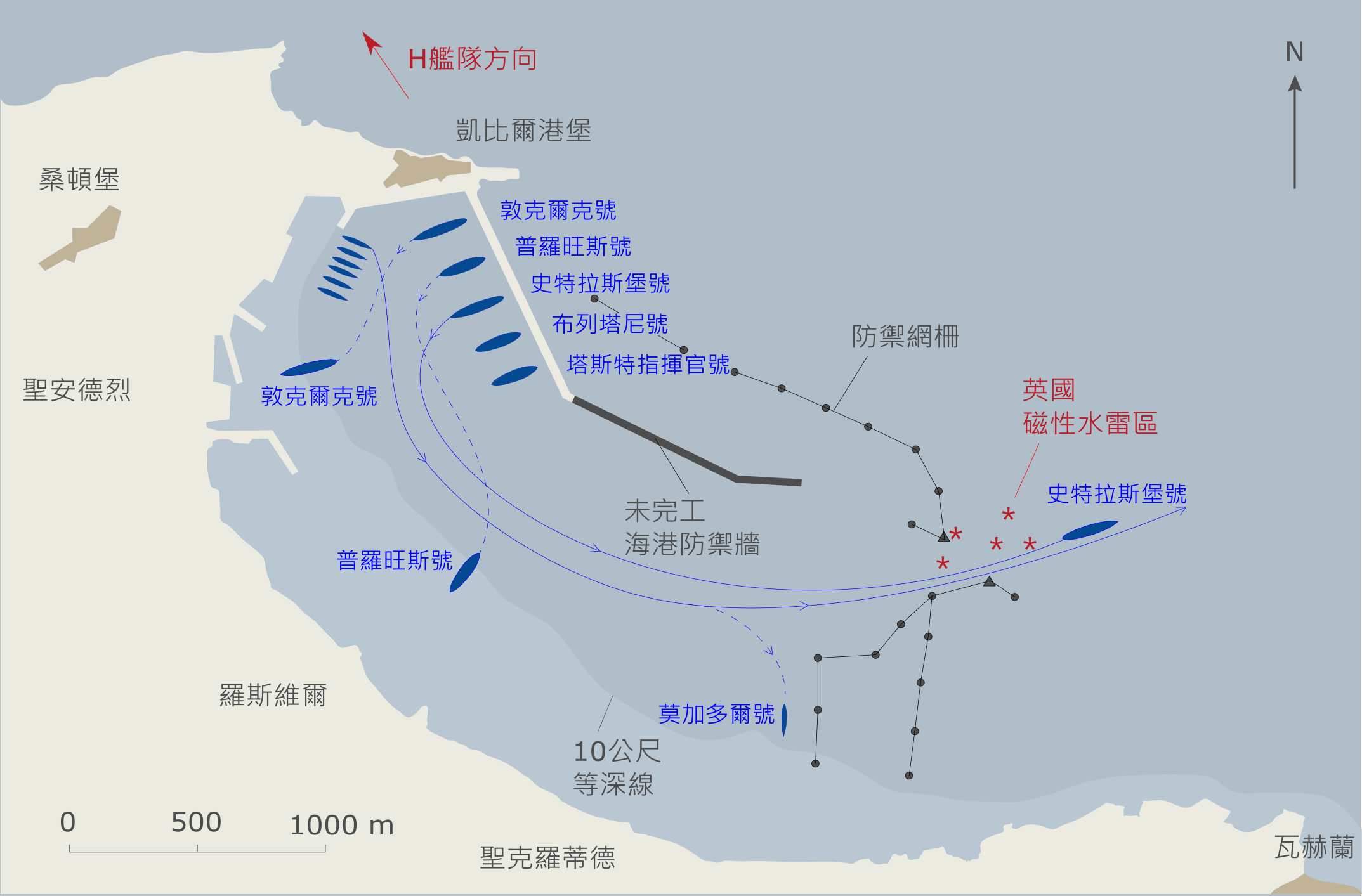
凱比爾港海戰時法方各艦的停靠位置，當時塔斯特指揮官號位於布列塔尼號戰列艦旁。

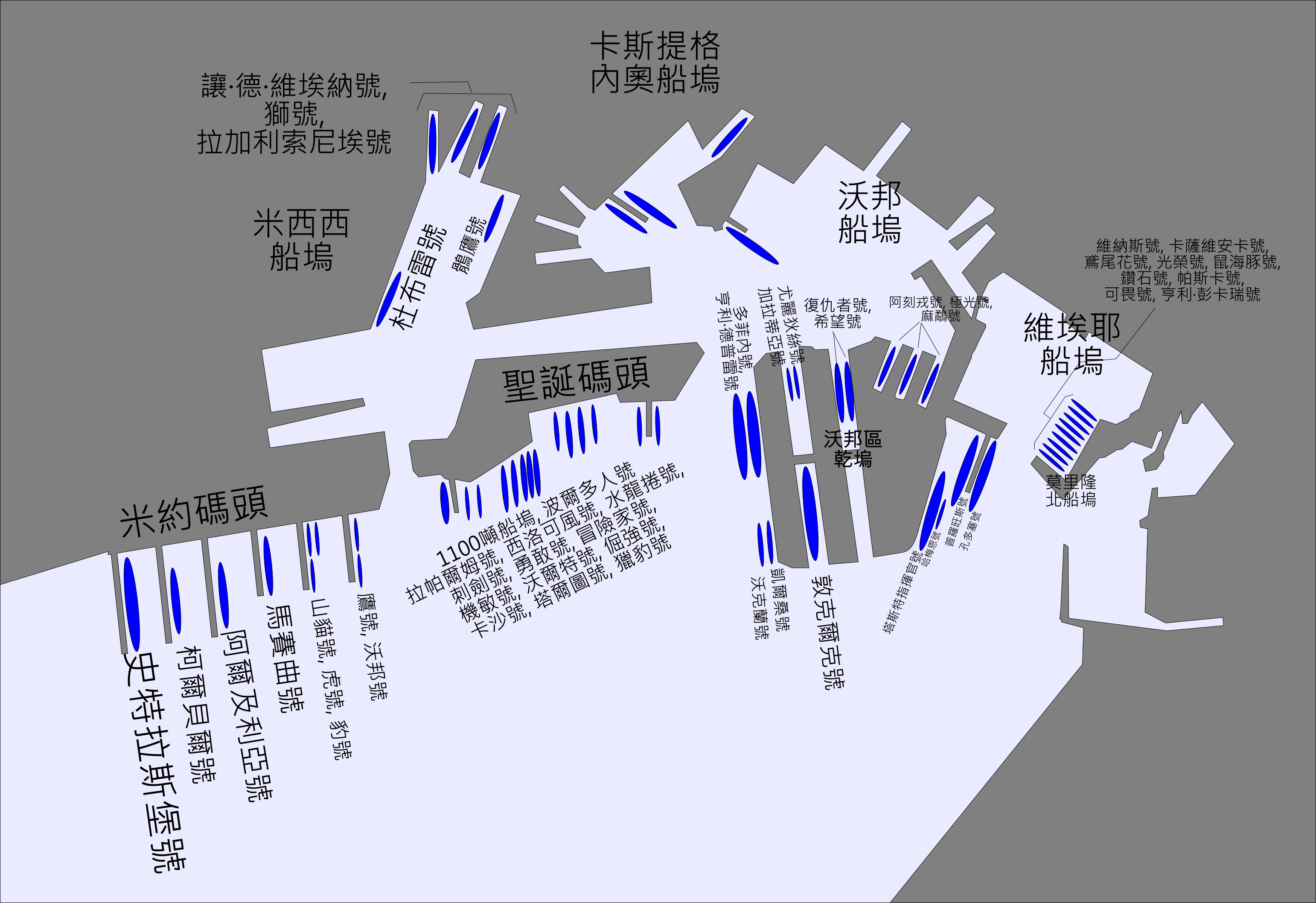
法方各艦在土倫自沉事件時的停靠位置。當時塔斯特指揮官號位於普羅旺斯號戰艦旁。

塔斯特指揮官號於1927年5月27日在吉倫特鍛造和造船廠鋪設龍骨，1929年4月12日時首次下水。1932年4月18日起開始服役於法國海軍，並被編至法國地中海艦隊。1935年11月至1936年8月期間本艦進行大修，艦上的100（3.9英寸）口徑火砲在此時皆加裝炮盾來保護之。當西班牙內戰爆發時，法國海軍於1937年9月指派本艦駐紮在瓦赫蘭，保護行經該海域的中立國商船，避免這些船隻遭到襲擊。1938年2月，塔斯特指揮官號返回土倫進行改裝作業，為了確保本艦能搭載盧瓦爾130飛行艇，艦上的飛機彈射器趁此時刻一併升級。改裝完的塔斯特指揮官號，在法國本土與北非殖民地間擔任航空運輸平台。
1939年8月，塔斯特指揮官號裝載6架盧瓦爾130飛行艇及8架拉塔科埃爾298水上飛機前往瓦赫蘭，1個月後便爆發了第二次世界大戰。戰爭爆發後，塔斯特指揮官號一直待在北非海域待命，直到1939年12月才回到土倫卸載飛機，不過到了1940年上半年，本艦再度擔任法國本土與北非殖民地間的飛機渡運平台。法國陸軍後來在1940年6月底遭德軍擊敗，並與納粹德國簽署停戰協定；同一時刻，塔斯特指揮官號因瓦赫蘭港口過度擁擠而轉移至凱比爾港。英國為了避免納粹德國搶奪停戰的法國艦艇，於1940年7月3日派遣H艦隊發動凱比爾港海戰。由於皇家海軍的主要目標是法軍主力艦，本艦並未受到任何攻擊，僅遭到一些飛濺的砲彈碎片擊中而輕微損傷，艦上人員也未傳出任何傷亡。塔斯特指揮官號後來於10月18日返回土倫，隨後被解除武裝，並在1941年6月重新歸類為砲術訓練艦。
1942年11月27日，納粹德國為了報復同盟國登陸北非，迅速派遣德意志國防軍占領自由區。為了避免德軍成功奪取法國艦艇，法國海軍立刻將停靠在土倫的軍艦全數鑿沉，停靠於普羅旺斯號戰艦旁的塔斯特指揮官號最後隨法國艦隊沉沒至土倫港內。1943年5月1日，義大利人員來到土倫嘗試修復可用的船隻，塔斯特指揮官號因而被修復至可脫淺狀態。當義大利於1943年9月向同盟國投降後，德國人員立刻接管本艦艦體，然而在同盟國於1944年8月18日至19日發動的空襲期間再次被炸彈炸沉。同盟國在收復法國後，於1945年2月再次將塔斯特指揮官號脫淺。工作人員評鑑其艦體仍可修復，並建議可改裝為護航航空母艦或訓練艦。法國海軍最後放棄這些建議，並將本艦當作倉庫船存放美國製設備，最後於1950年5月15日出售拆解。